# Scooby-Doo! Unmasked
Scooby-Doo! Unmasked is een computerspel gebaseerd op de animatieserie Scooby-Doo!. Het is het eerste Scooby-Doo spel dat uitkwam op de Nintendo DS. Het spel is ontworpen door Artificial Mind and Movement en uitgebracht door THQ.

## Gameplay
In het spel neemt de speler de rol aan van Scooby-Doo. Hij moet vijanden verslaan en aanwijzingen verzamelen voor Velma. Scooby kan van kostuum wisselen om hem zo verschillende mogelijkheden te geven zoals kung-fu en vliegen als een vleermuis. Zonder de kostuums kunnen sommige levels niet worden uitgespeeld.

## Verhaal
Scooby-Doo en Mystery Inc. bezoeken Fred's neef Jed in diens fabriek Monstrous Fright and Magic. Eenmaal daar blijkt Jed te zijn verdwenen, ook zijn de animatronics die de fabriek maakt op hol geslagen. Volgens Winslow Stanton is Jed een dief en heeft hij een groot aantal animatronics gestolen. Scooby en de groep besluiten de zaak nader te onderzoeken.

## Personages
- Scooby-Doo
- Shaggy
- Fred
- Daphne
- Velma: kan aanwijzingen analyseren en zo nieuwe levels openen.
- Winslow Stanton: de maker van mubber, een stof die tot alles kan worden omgevormd.
- Marcy: de vrouw die Stanton helpt met het maken van mubber.
- Jed: de verloren neef van Fred.
- Zen Tuo: een krachtige geest die Chinatown onveilig maakt.
- Maggie Xi: had de leiding over de Chinese Nieuwjaarsviering.
- Ho Fong: een mysterieuze man die een antiekwinkel beweert te bezitten.
- The Guitar Ghoul: een mysterieuze rockster die nu rondspooktin een attractiepark.
- Alvin Wiener: de grootste fan van de Guitar Ghoul.
- Nikki Starlight: de voormalige vriendin van de Guitar Ghoul.
- Dame Nella Vivante: de curator van het Natural History "Amuseum".
- Professor Stoker: een professor werkzaam in het "Amuseum".
- Joe Grimm: hoofd van de beveiliging van het "Amuseum".